# Mlake, Gameljščica
Mlake so potok, ki svoje vode nabira na hribu južno od naselja Smlednik. Kot desni pritok se pridruži potoku Grčenica, ta pa se v bližini naselja Zgornje Gameljne (med hriboma Šmarna gora in Rašica) steka v strugo Gameljščice. Gameljščica se po nekaj kilometrih kot levi pritok izliva v reko Savo.